# Rulletrappe
En rulletrappe er en transportanordning, til at gå op eller ned af. Rulletrappen består af en trappe, hvis trin flytter sig opad eller nedad.  Opfindelsen er over 100 år gammel og findes i dag i stort set alle storbyer i verden. Hastigheden varierer fra model til model, men er normalt på mellem 0,5 og 0,75 m/s.
Den første rullende trappe blev indviet i 1897 i forlystelsesparken Coney Island i New York, USA. Dog blev den først sat i produktion efter Verdensudstillingen i Paris 1900, hvor Otis Elevator Company præsenterede selskabets første model. I London installeredes den første rulletrappe i 1911 i tilknytning til metrostationen Earls Court. Det siges, at verdens længste rulletrappe i dag befinder sig i Skt. Petersborg, Rusland, hvor den leder ned til en metrostation.
Den første rulletrappe i Danmark blev fremvist for den danske presse 7. oktober 1927 på maskinfabrikken "Titan" på Tagensvej i København. "Titan", der var grundlagt i 1893, fremstillede elektriske elevatorer, men satsede fra 1920'erne også på rulletrapper, eller eskalatorer, som de kaldtes dengang. Den fremviste rulletrappe var bygget til stormagasinet "Crome & Goldschmidt" i København, hvor den også senere på måneden blev flyttet hen. Den var på 18 trin, og hvis der stod 1 person på hvert trin, kunne den transportere 3500 personer i timen. Ved indvielsen i december samme år var der så mange tilskuere, at politiet måtte tilkaldes, for at styre trafikken op ad trappen.
Den første rulletrappe på en dansk jernbanestation blev installeret 1934 på Vesterport Station, selv om der allerede i 1911 ved opførelsen af Københavns Hovedbanegård var foreslået anlæggelsen af rulletrapper, men det blev afvist på grund af besparelser i projektet. Det samme skete i 1918 ved opførelsen af Nørreport Station. Hovedbanegården fik rulletrapper op til hallen senere, men Nørreport har aldrig fået det fra gadeplan til perronerne til S-tog og fjerntog. Da den tilsluttende Københavns metro blev indviet, kom der til gengæld rulletrapper til dens perron ligesom på de fleste andre underjordiske metrostationer. Også en række andre S-togsstationer og andre stationer har i tidens løb fået rulletrapper.